# Eksagoge
Eksagoge (gr. Ἐξαγωγή) – zbliżony do tragedii grecki dialog o tematyce biblijnej napisany przez aleksandryjskiego Żyda Ezechiela, zwanego Ezechielem Poetą lub Ezechielem Tragikiem, powstały w drugiej połowie II w. p.n.e.

## Stan zachowania, wydania, stan badań
Obszerne fragmenty Eksagoge, obejmujące 269 trymetrów jambicznych, zachowały się w dziewiątej księdze Praeparatio Evangelica Euzebiusza z Cezarei.
Wydanie zachowanych fragmentów (z komentarzem) dał J. Wieneke (Ezechielis Judaei poetae Alexandrini fabulae quae inscribuntur ΕΞΑΓΩΓΗ fragmenta, 1931), a także Pierluigi Lanfranchi (L'Exagoge d'Ezéchiel le Tragique. Introduction, texte, traduction et commentaire, Studia in Veteris Testamenti Pseudepigrapha 21, 2006). Tekst zawierają także wydania Praeparatio Evangelica, np. K. Mrasa.
Prócz opracowań zawartych w wydaniach interpretacje utworu przedstawiają m.in. A. Kappelmacher (Zur Tragödie der hellenistischen Zeit, Wiener Studien 44 (1924/1925), s. 69.), I. Trenscényi-Waldapfel (Une tragédie grecque à sujet biblique), "Acta Orientalia" II/2-3 (1952/53), s. 143), A. Lesky ("Hermes" 81 (1953)), M. Hadas (Hellenistic Culture, 1959, s. 99), B. Snell (Ezechiels Moses-Drama, "Antike und Abendland", 13 (1967), s. 150).
Polska monografia Aleksandry Klęczar Ezechiel tragik i jego dramat Exagoge "Wyprowadzenie z Egiptu" ukazała się w 2006.

## Forma utworu
Na podstawie zachowanych fragmentów nie można mieć pełnej wiedzy o przynależności gatunkowej i formie utworu. Na podstawie wiedzy o tragediach hellenistycznych wysuwano przypuszczenia, że był to utwór pięcioaktowy, stanowiący część tetralogii. Utwór cechuje brak klasycznej kompozycji – świadczą o tym dwie zmiany sceny i przedstawienie w treści dwóch odległych czasowo okresów. Ze względu na małą wiedzę o tragedii hellenistycznej w ogóle nie można jednak mieć pewności, czy były to zabiegi unikatowe, czy też sygnalizują one większą swobodę formalną tragedii hellenistycznej w porównaniu z klasyczną. Mając na uwadze fakt, że Sztuka poetycka Horacego opierała się na źródłach hellenistycznych można przypuszczać na jej podstawie, że Eksagoge napisana była w sposób umożliwiający niewprowadzanie czwartego aktora. Na podstawie zachowanych fragmentów, nie można stwierdzić, czy w sztuce występował chór – na podstawie Sztuki poetyckiej i znanych tragedii rzymskich można jednak wysunąć taką tezę – np. G.M. Sifakis w Studies in the History of Hellenistic Drama (1967) uznaje za prawdopodobne, że chór w utworze Ezechiela tworzyły siostry Sefory.
Nie ma żadnych wskazówek co do tego, czy sztuka była przeznaczona do wystawienia – O. Zwierlein (Die Rezitationdramen Senecas, 1966) w rozdziale poświęconym Eksagoge próbuje udowodnić, że sztuka była przeznaczona do czytania, A. Lesky podziela tę opinię. B. Snell w poświęconym Eksagoge artykule sądzi jednak, że przedstawienie się odbyło.
Metrum i język utworu (w tym brak stanowiącej typowych dla stanowiącej jego źródło Septuaginty hebraizmów) są dość poprawne, co świadczy o wysokiej kulturze literackiej autora i pozwala go wiązać ze środowiskiem uczonych aleksandryjskich.

## Treść i wymowa utworu
Utwór, bazujący na Księdze Wyjścia, mówi o Mojżeszu i wyprowadzeniu Żydów z niewoli egipskiej. Jako jedyny przenosi do dramatu greckiego tematykę biblijną.
W pierwszym z zachowanych fragmentów Mojżesz opisuje swoje życie aż do ucieczki po zabiciu Egipcjanina do kraju Midian, który jest jednym z głównych miejsc akcji. Drugi przedstawia pobyt Mojżesza w domu Raguela, którego córkę – Seforę – poślubił Mojżesz, oraz objawienie się Boga w postaci krzaka ognistego i ustanowienie święta Paschy. Zachowane fragmenty końcowe przedstawiają przejście Żydów przez Morze Czerwone i ich przybycie do oazy Elim (Wj. 15,27).
Podobnie jak w przypadku średniowiecznych i renesansowych dramatów o tematyce biblijnej, utwór służy popularyzacji Pisma i zastąpieniu widowisk świeckich religijnymi – tego rodzaju łączenie celów religijnych z greckimi formami było typowe dla dużej, światłej i zamożnej grupy Żydów zamieszkujących Aleksandrię. Jego celem mogło być także propagowanie judaizmu wśród pogan. Prócz poprawnego języka i metrum o kulturze literackiej Ezechiela i jego związkach z filologami aleksandryjskimi świadczą liczne zapożyczenia z Eurypidesa.